# الستورف
الستورف (به آلمانی: Elstorf) یک منطقهٔ مسکونی در آلمان است که در نوی وولمشتورف واقع شده‌است. الستورف ۳٬۰۷۲ نفر جمعیت دارد.